# Qassiarsuk
Qassiarsuk là một khu định cư ở đô thị Kujalleq, phía nam Greenland. Dân số năm 2010 của nó là 89 người.

## Lịch sử
Khu định cư cổ Brattahlíð có lẽ được đặt tại vịnh hẹp Tunulliarfik (Skovfjorden trong tiếng Đan Mạch), và đó là nơi ở của Erik Đỏ trong thời kỳ của khu định cư phía Đông (Austerbygda trong tiếng Đan Mạch). Tàn tích của một số tòa nhà, bao gồm khu nhà ở, nhà phụ và một nhà thờ vẫn có thể nhìn thấy rõ.
Ngôi làng hiện tại được thành lập như trang trại cừu đầu tiên của Greenland vào năm 1924 và nằm ở cùng một nơi. Cho đến ngày 31 tháng 12 năm 2008, khu định cư là một phần của Narsaq tại Kitaa. Vào ngày 1 tháng 1 năm 2009, Qassiarsuk trở thành một phần của đô thị Kujalleq khi Kitaa cũng như các khu đô thị Narsaq, Qaqortoq, và Nanortalik không còn tồn tại như một thực thể hành chính.